# Озеро (пам'ятка природи, Волинська область)
О́зеро — гідрологічна пам'ятка природи місцевого значення в Україні. Розташована в межах Луцького району Волинської області, в селі Озеро. 
Площа 9 га. Статус надано згідно з розпорядженням облради від 3.03.1993 року № 18-р. Перебуває у віданні Озерської сільської ради. 
Статус надано для збереження екологічної рівноваги озера природного походження. Максимальна глибина — 12 м. (за іншими даними бл. 19 м.). Озеро багате на рибу. Місце періодичного перебування лебедів.

## Галерея

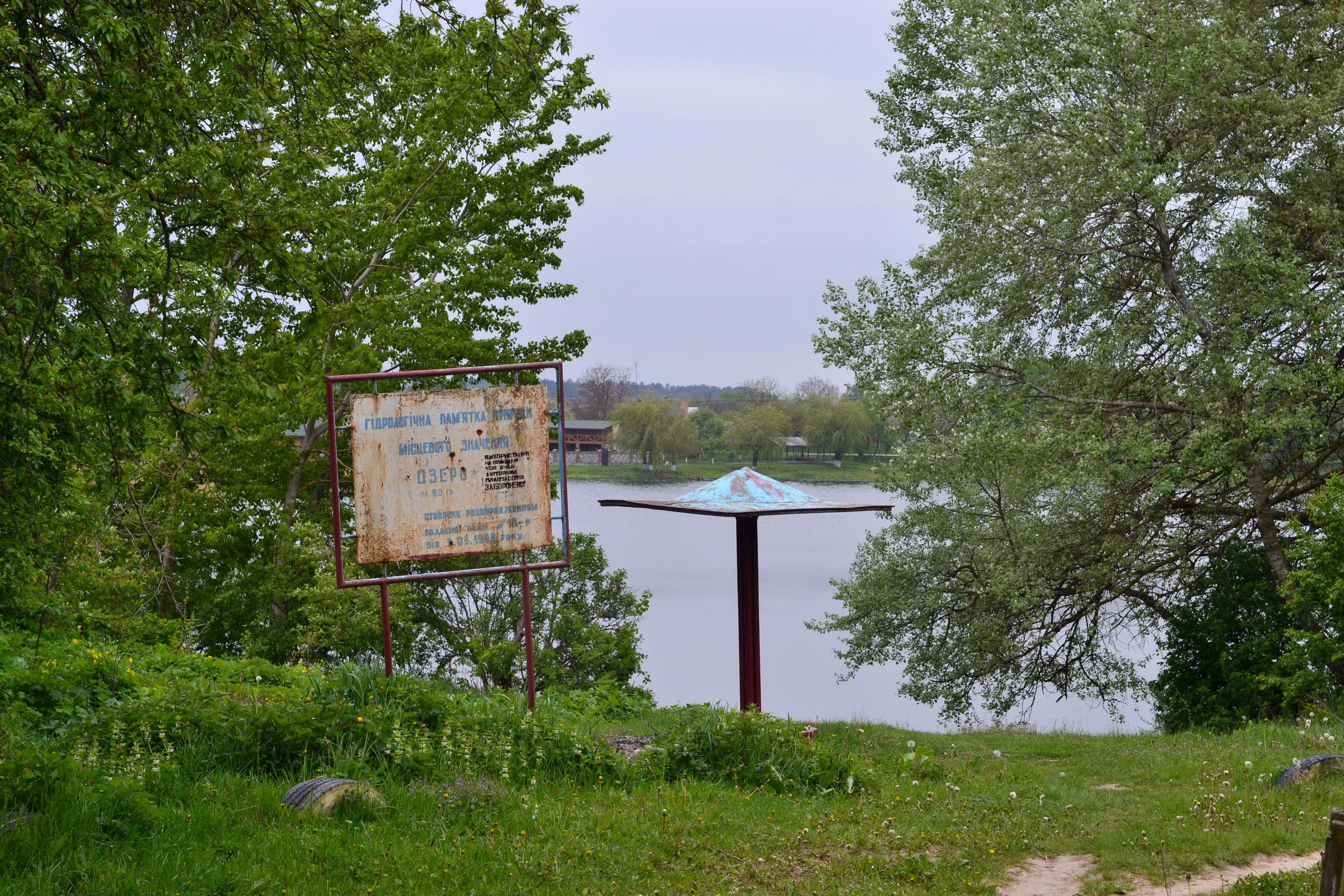
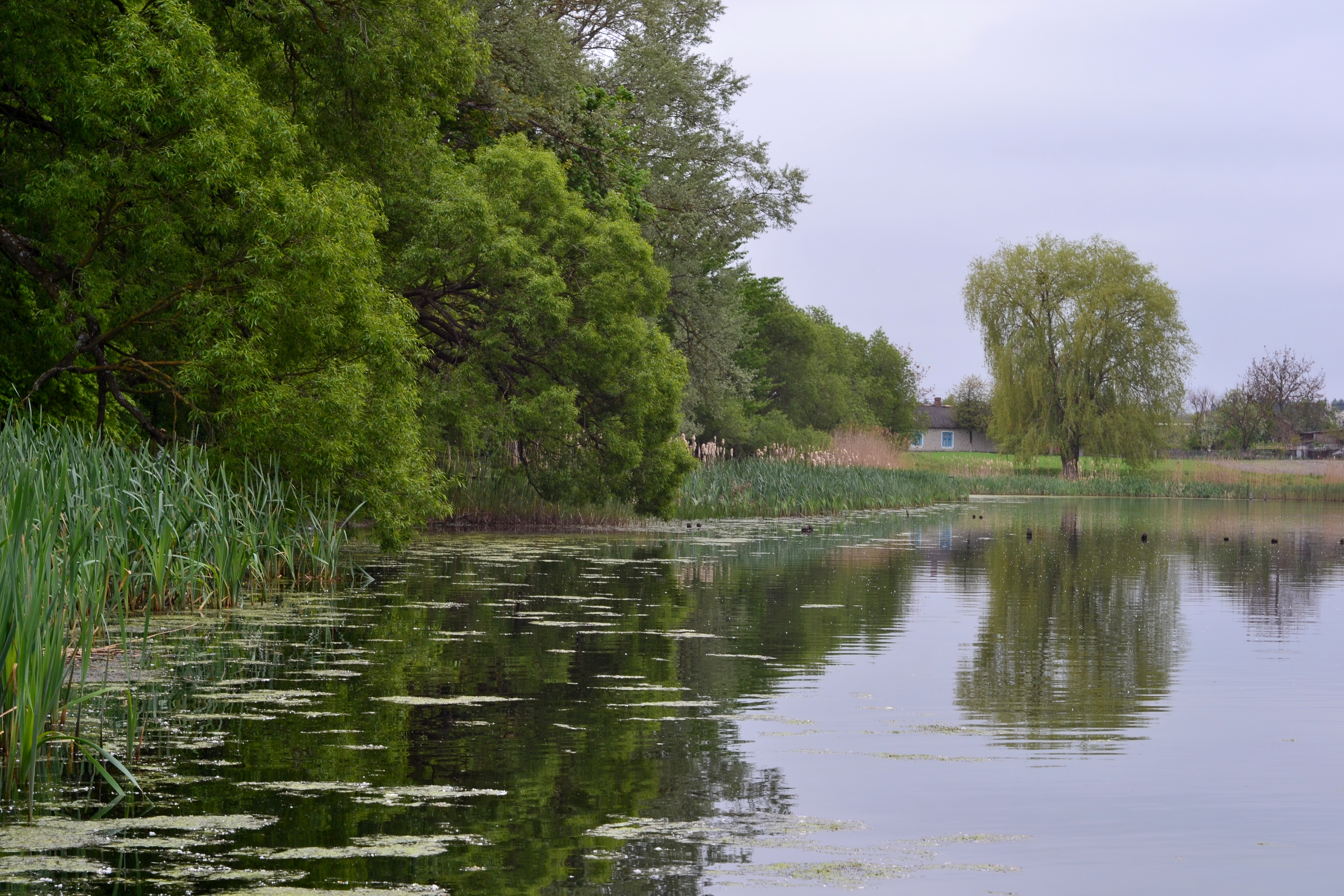
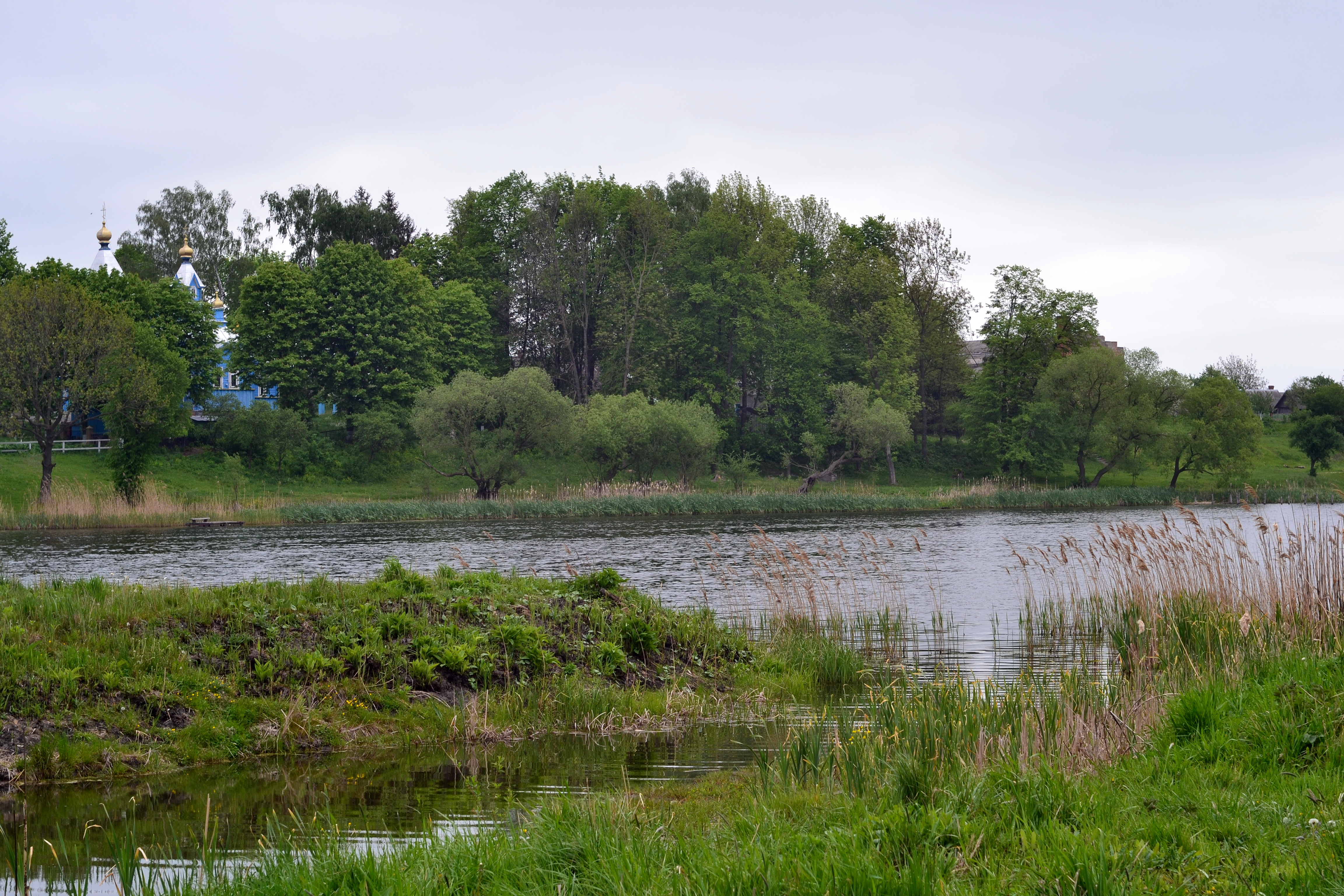
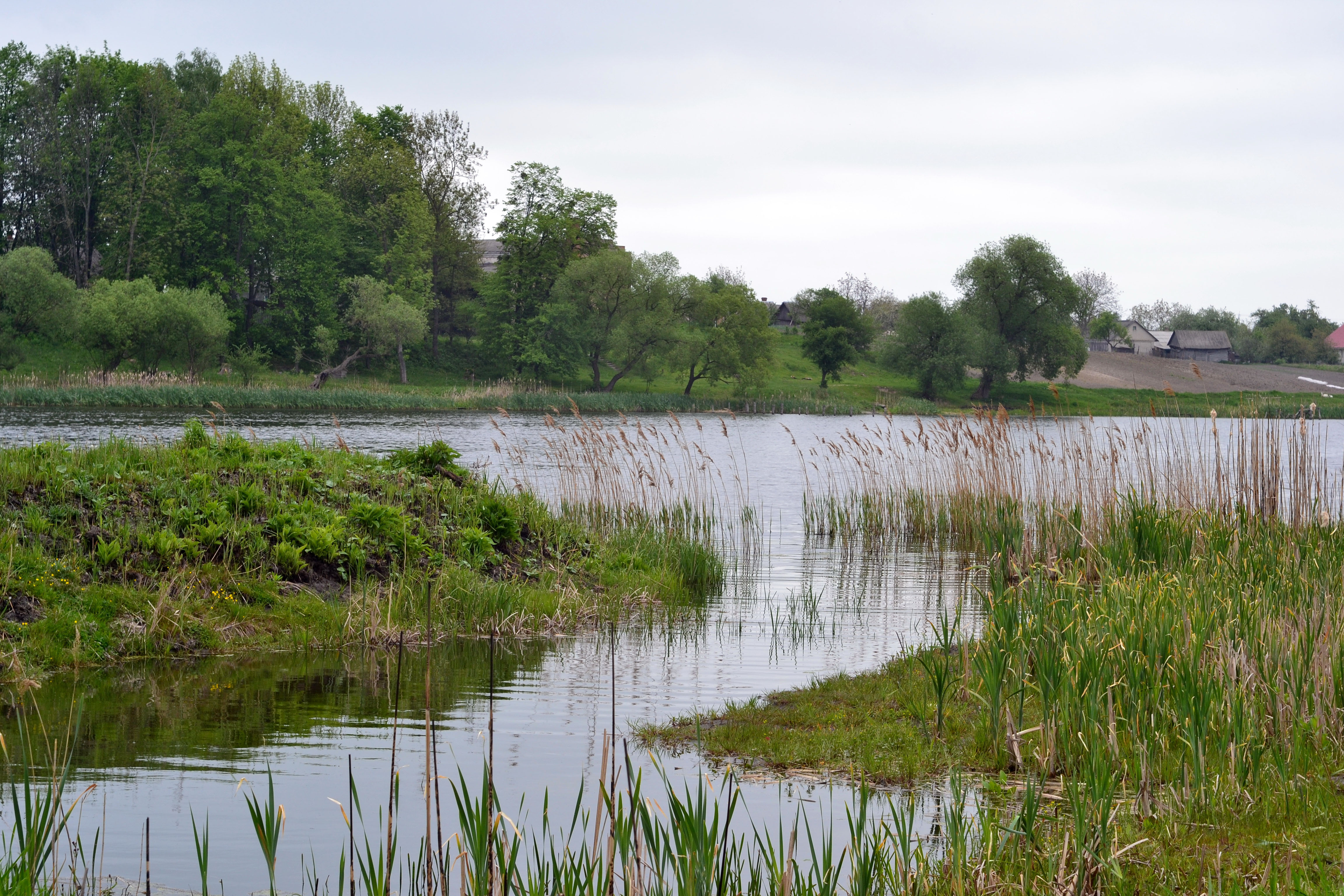
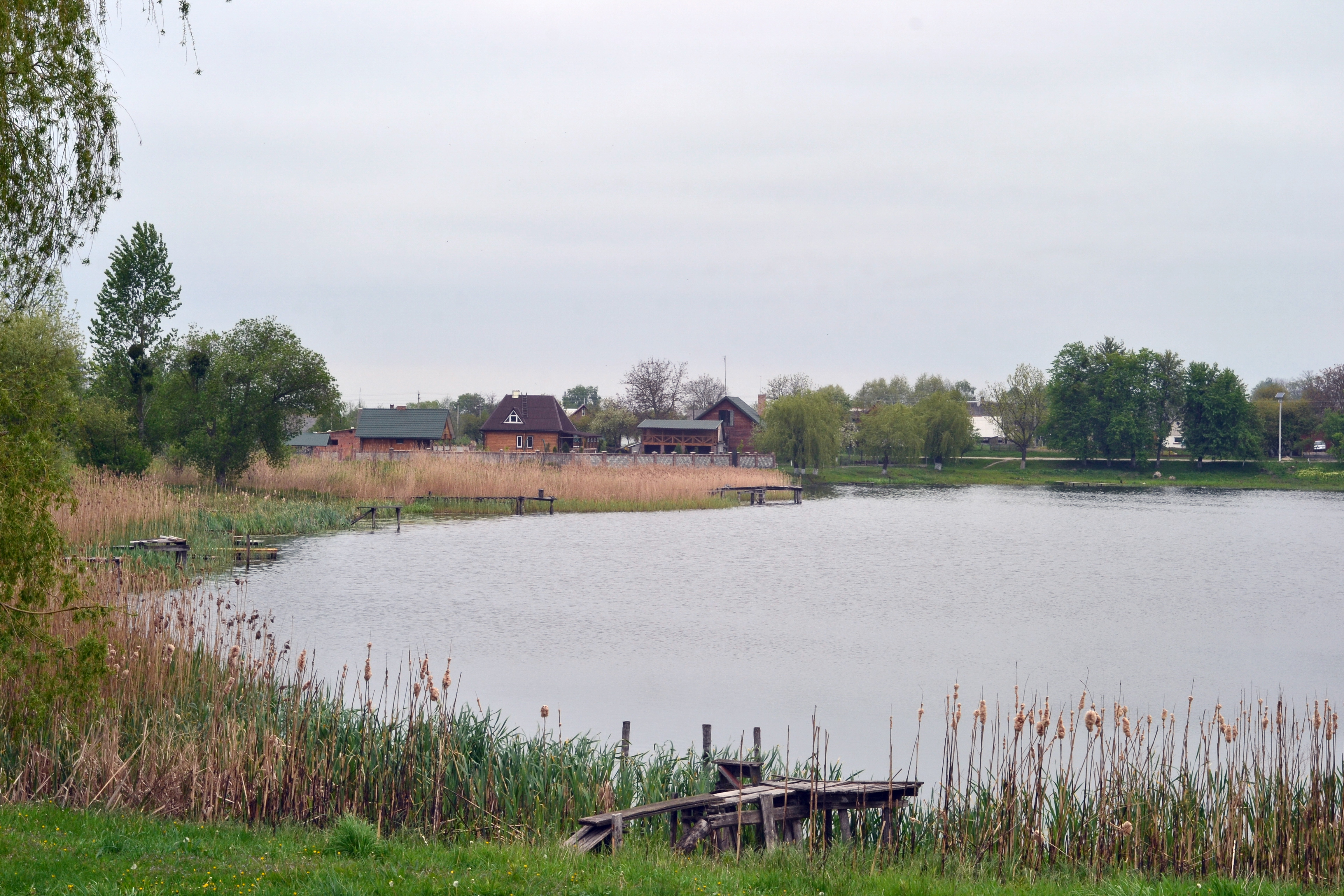
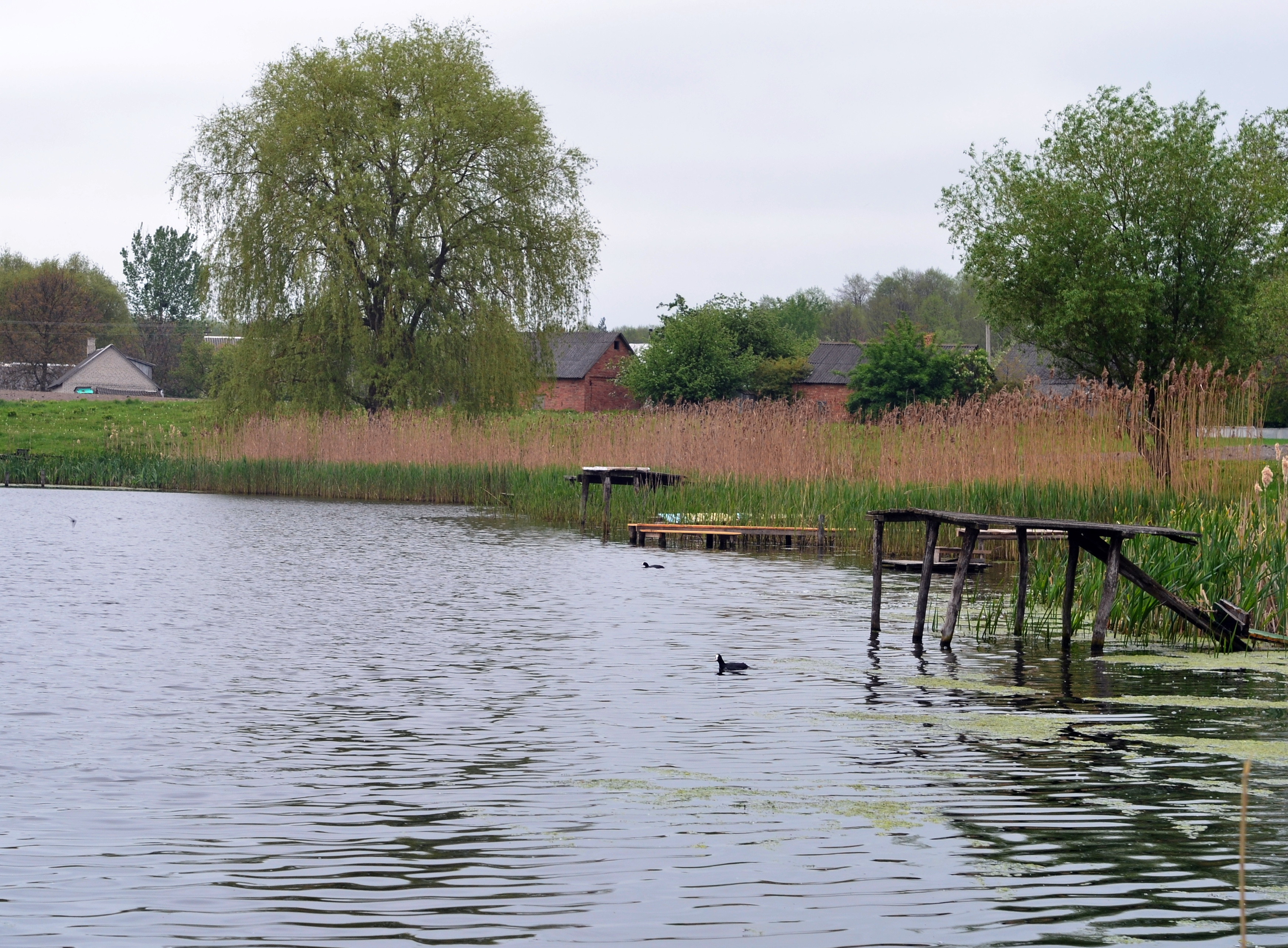
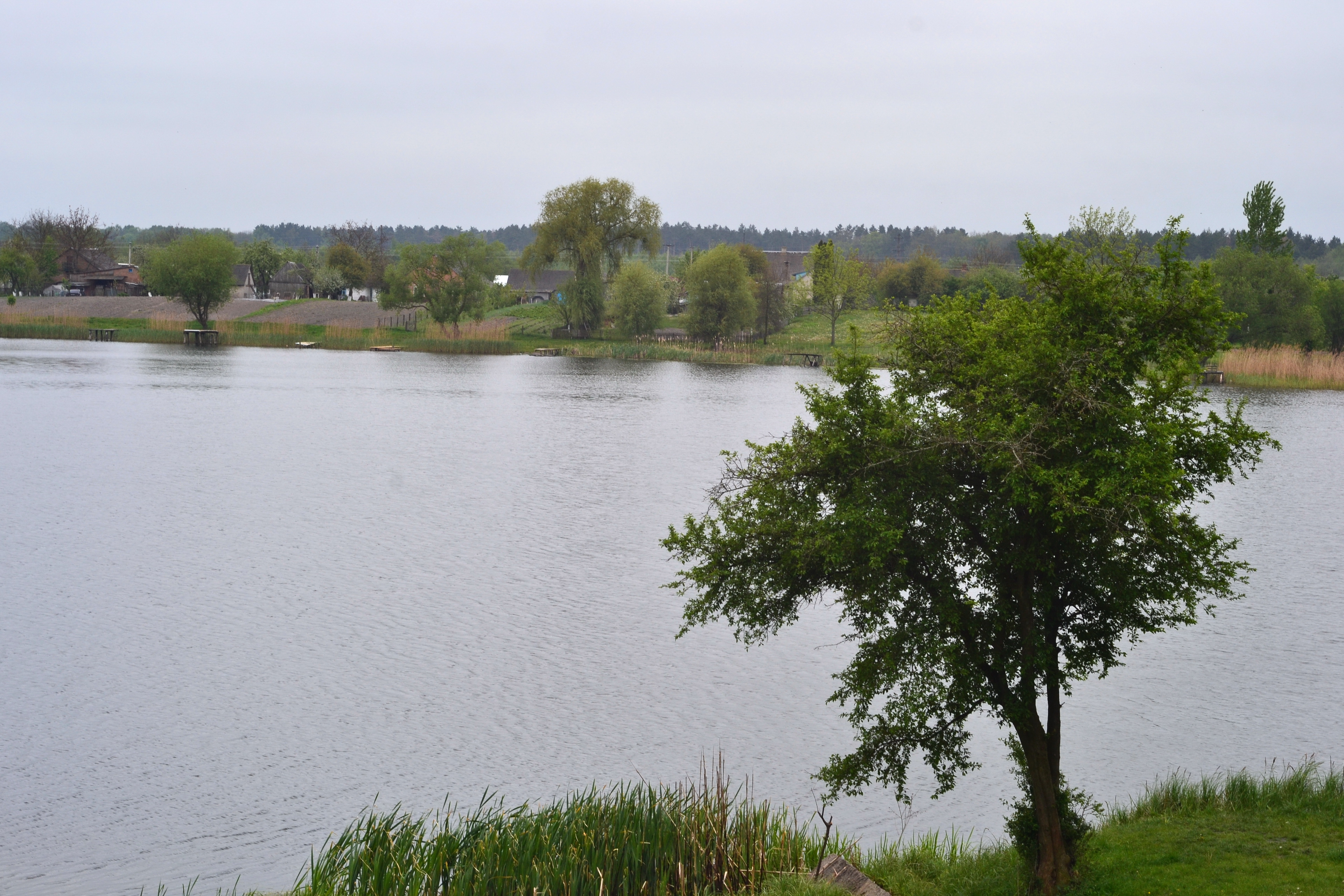